# وارويك أندرسون
وارويك أندرسون (بالإنجليزية: Warwick Anderson)‏ هو مؤرخ وطبيب وشاعر أسترالي، ولد في 10 ديسمبر 1958 في ملبورن في أستراليا.